# Vacherauville
Vacherauville är en kommun i departementet Meuse i regionen Grand Est (tidigare regionen Lorraine) i nordöstra Frankrike. Kommunen ligger i kantonen Charny-sur-Meuse som tillhör arrondissementet Verdun. År 2022 hade Vacherauville 191 invånare.

## Befolkningsutveckling
Antalet invånare i kommunen Vacherauville
| Referens: INSEE |